# Département Mayenne
Das Département de la Mayenne [maˈjɛn] ist das französische Département mit der Ordnungsnummer 53. Es liegt im Nordwesten des Landes in der Region Pays de la Loire und ist nach dem Fluss Mayenne benannt. Hauptstadt des Départements ist Laval.

## Geographie

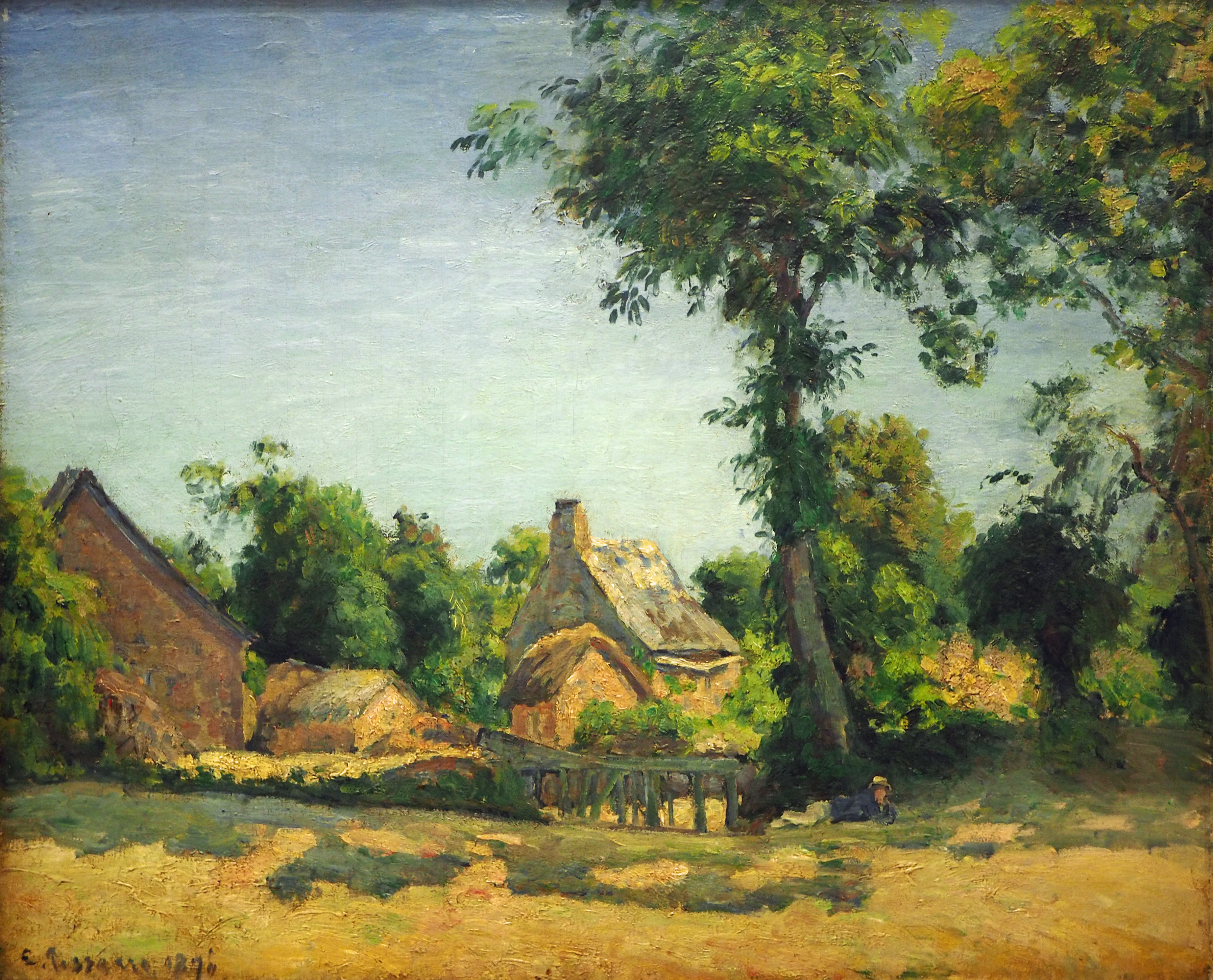
Dorf Melleraye, Dep. Mayenne von Camille Pissarro (1876)

Das Département Mayenne grenzt im Norden an die Départements Manche und Orne, im Osten an das Département Sarthe, im Süden an das Département Maine-et-Loire und im Westen an das Département Ille-et-Vilaine.
Das Département ist hügeliges Land, das seinem inneren Bau nach überwiegend zur Bretagne zu rechnen ist und wie diese aus Granit, Schiefer und paläozoischen Sandsteinen besteht.
Wichtigster Fluss ist die Mayenne, die das Département von Nord nach Süd durchquert. An ihr liegen auch die beiden größten Städte, Laval und Mayenne. Die Flusstäler von Mayenne, Sarthe und Vilaine sind wenig tief eingeschnitten und breit, der Boden ist meist fruchtbar.

## Wappen
Beschreibung: In Blau mit rotem Bord und durchgehendem weißen Wellenhermlinpfahl zwei goldene Lilien unter einem goldenen Löwen.

## Sehenswürdigkeiten
- Allée couverte des Bonnes Dames
- Dolmen La Table des Diables
- Dolmen des Erves
- Allée couverte de la Hamelinière
- Allée couverte von Petit-Vieux-Sou

## Geschichte
Das Département wurde am 4. März 1790 aus dem westlichen Teil der vormaligen Provinz Maine und dem nördlichen Teil von Anjou gebildet.
Die Bevölkerung belief sich 1861 auf rund 375.000, 1886 waren es schon nur noch 340.000.
Seit 1960 gehört das Département der Region Pays de la Loire an.

## Städte
Die bevölkerungsreichsten Gemeinden des Départements Mayenne sind:
| Stadt                       | Einwohner (2022) | Arrondissement  |
| --------------------------- | ---------------- | --------------- |
| Laval                       | 49.474           | Laval           |
| Château-Gontier-sur-Mayenne | 16.539           | Château-Gontier |
| Mayenne                     | 12.854           | Mayenne         |
| Évron                       | 8.380            | Mayenne         |
| Saint-Berthevin             | 7.384            | Laval           |
| Changé                      | 6.482            | Laval           |
| Bonchamp-lès-Laval          | 6.294            | Laval           |
| Ernée                       | 5.511            | Laval           |

## Verwaltungsgliederung
Das Département Mayenne gliedert sich in drei Arrondissements, 17 Kantone und 240 Gemeinden:
| Arrondissement      | Kantone | Gemeinden | Einwohner 1. Januar 2022 | Fläche km² | Dichte Einw./km² | Code INSEE |
| ------------------- | ------- | --------- | ------------------------ | ---------- | ---------------- | ---------- |
| Château-Gontier     | 4       | 76        | 73.078                   | 1.527,39   | 48               | 531        |
| Laval               | 7       | 34        | 114.872                  | 686,07     | 167              | 532        |
| Mayenne             | 9       | 130       | 117.487                  | 2.961,75   | 40               | 533        |
| Département Mayenne | 17      | 240       | 305.437                  | 5.175,21   | 59               | 53         |

Siehe auch:

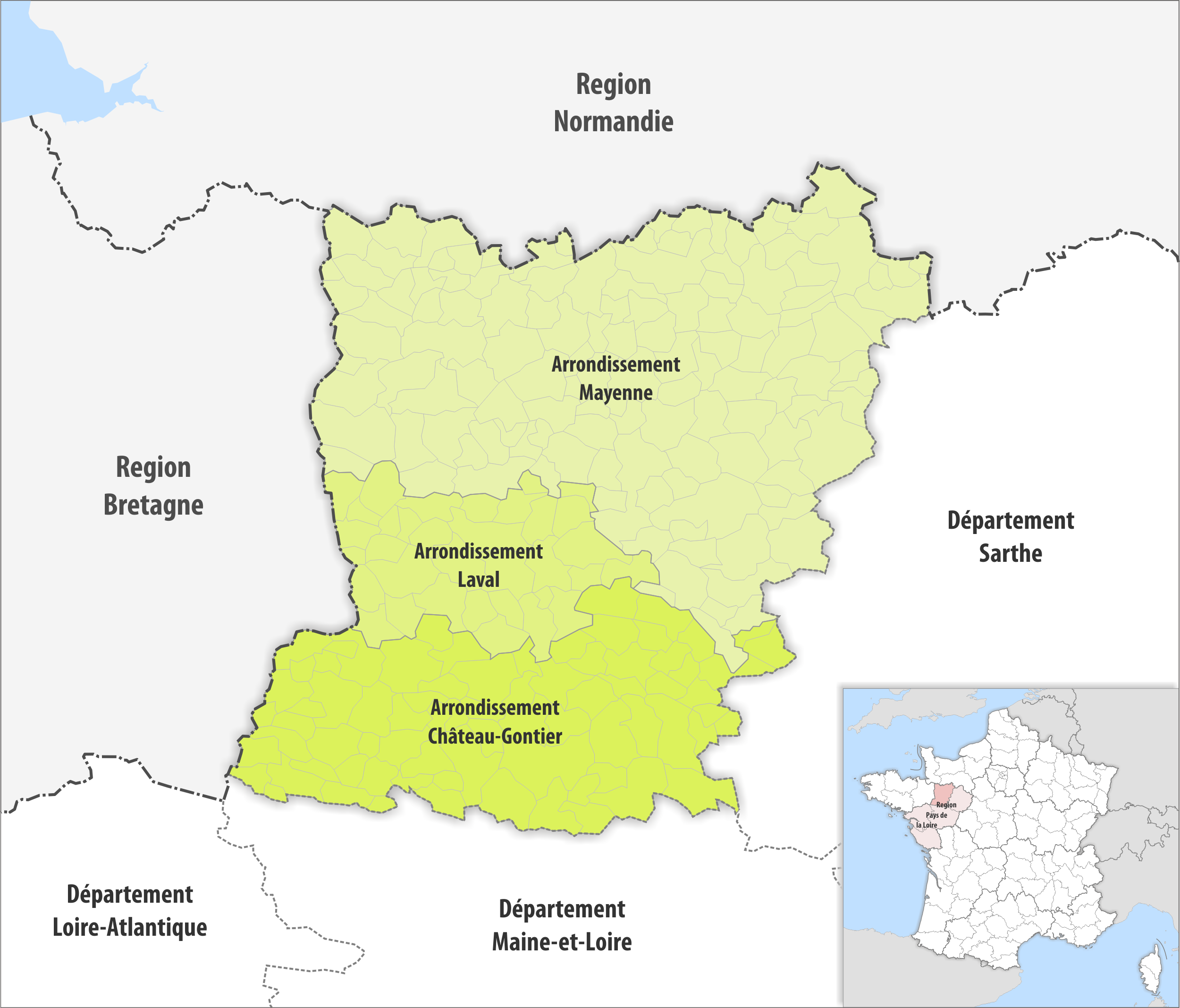
Gemeinden und Arrondissemente im Département Mayenne

- Liste der Gemeinden im Département Mayenne
- Liste der Kantone im Département Mayenne
- Liste der Gemeindeverbände im Département Mayenne

## Partnerschaften
Seit 1987 besteht eine Regionalpartnerschaft mit dem bayerischen Bezirk Schwaben.